# Zeki Önatlı
Zeki Önatlı (* 30. Oktober 1968 in Manisa) ist ein ehemaliger türkischer Fußballspieler und -trainer. Durch Tätigkeit für Beşiktaş Istanbul und Kocaelispor wird er mit diesen Vereinen assoziiert. Besonders durch seine Tätigkeit bei Beşiktaş wird er von Vereins- und Fanseite als Bestandteil jener als legendär bezeichneten Mannschaft gesehen, die in den Spielzeiten 1989/90, 1990/91 und 1991/92 dreimal hintereinander die Türkische Meisterschaft gewinnen konnte.

## Spielerkarriere

### Verein
Önatlı begann seine Profifußballspielerkarriere 1979 beim Erstligisten Bursaspor. Hier wurde er für die türkische U-18-Nationalmannschaft entdeckt und begann ab 1985 für diese zu spielen. Im Herbst 1985 wurde Önatlı an den Drittligisten Bergamaspor abgegeben. Bei seinem neuen Verein gelang ihm schnell der Sprung in die Stammelf. Durch seine Leistungen auf Vereins- und Nationalmannschaftsebene wurden auf ihn die großen Vereine der türkischen 1. Lig aufmerksam und versuchten ihn zu verpflichten. Schließlich kam Önatlıs Wechsel zu Beşiktaş Istanbul zustande, wo er unter dem englischen Trainer Gordon Milne spielte. In seiner ersten Spielzeit für die Schwarz-Gelben, Saison 1987/88, spielte Önatlı nahezu alle Pflichtspielpartien seiner Mannschaft und wurde bereits nach einer Saison ein fester Bestandteil der Mannschaft. Seine Mannschaft beendete die Saison hinter Galatasaray Istanbul als Vizemeister. Önatlı stieg durch seine Leistungen in dieser Saison erst zum Türkischen U-21-Nationalspieler und wenig später zum Türkischen Nationalspieler auf. In seiner zweiten Saison spielte er ebenfalls durchgängig als Stammspieler und wurde ebenfalls Vizemeister mit seiner Mannschaft. Mit der Saison 1989/90 verlor Önatlı zwar seinen Stammplatz, kam aber als Ergänzungsspieler zu regelmäßigen Einsätzen. So entwickelte er sich zum Joker und sicherte seinem Team durch seine Treffer mehrere Punkte. In dieser Rolle war er ein fester Bestandteil der von Vereins- und Fanseite als legendär bezeichneten Mannschaft, die in den Spielzeiten 1989/90, 1990/91 und 1991/92 dreimal hintereinander die Türkische Meisterschaft gewinnen konnte. Nachdem die Spielzeit 1992/93 missglückt war, wurde im Sommer 1993 der Erfolgstrainer Milne durch Christoph Daum abgelöst. Dieser Trainer ordnete eine Revision im Kader an. Nachdem Önatlı noch am vorsaisonlichen Vorbereitungscamp teilgenommen hatte, wurde er danach von Daum auf die Liste der Spieler gesetzt, mit denen er nicht plante.
Bei Beşiktaş aussortiert wechselte Önatlı im Sommer 1993 zum Ligakonkurrenten Kocaelispor. Bei diesem Verein etablierte er sich auf Anhieb als Leistungsträger und spielte hier die nächsten sechseinhalb Spielzeiten. Mit diesem Verein beendete er die Spielzeit 1995/96 als Tabellenfünfter und in der Saison 1996/97 wurde man Türkischer Pokalsieger. Er war während seiner Zeit bei Kocaelispor an mehreren Erfolgen des Vereins beteiligt und zählt deshalb zu den wichtigen Spielern der Vereinsgeschichte.
Im Frühjahr 2000 verließ Önatlı Kocaelispor und heuerte beim Erstligisten İstanbulspor an. Bei diesem Verein spielte er in den folgenden dreieinhalb Spielzeiten und beendete anschließend seine Karriere. Bei Istanbulspor spielte er mit den ehemaligen Kollegen Recep Çetin und Gökhan Keskin aus seiner Zeit von Beşiktaş zusammen.

### Nationalmannschaft
Önatlı spielte das erste Mal für die türkischen Nationalmannschaften während seiner Zeit bei Bursaspor. Bei einem Qualifikationsspiel für die U-18-Fußball-Europameisterschaft 1986 der türkischen U-18-Nationalmannschaft gegen die U-18 der Tschechoslowakei spielte er über die volle Spiellänge. Nach diesem Spiel lief Önatlı neun weitere Mal für die türkische U-18 auf.
Durch seine überzeugenden Leistungen für Beşiktaş Istanbul wurde Önatlı im Oktober 1987 für die Türkische U21-Nationalmannschaft nominiert und gab am 13. Oktober 1987 gegen die Englische U21-Nationalmannschaft sein Debüt in dieser Altersklasse. Fortan gehörte Önatlı für zwei Jahre zu den regelmäßig nominierten Spielern der türkischen U-21.
Innerhalb dieser zwei Jahre gab er sein Debüt in der türkischen Nationalmannschaft unter dem Nationaltrainer Tınaz Tırpan am 16. März 1988 während eines Freundschaftsspiels gegen die Ungarische Nationalmannschaft. Nach dieser Begegnung wurde er in der Auswahl für die Qualifikationsspiele der Olympischen Sommerspiele 1988 nominiert. So spielte er in den nächsten zwei Jahren für alle drei letztgenannten Nationalmannschaften. Dabei verfehlte man die Qualifikation für die Olympischen Sommerspiele knapp.
In den Jahren 1988 und 1989 wurde Önatlı vier weitere Male in den Kader der türkischen Nationalmannschaft nominiert und kam bei einem dieser Spiele zu seinem zweiten und letzten Länderspieleinsatz.

## Trainerkarriere
Im Frühjahr 2005 wurde Önatlı bei Beşiktaş Istanbul als Co-Trainer vorgestellt und assistierte hier dem Cheftrainer Rıza Çalımbay, seinem ehemaligen Mannschaftskapitän aus seiner Beşiktaşer Zeit. Nachdem Çalımbay im November 2005 von seinem Amt zurückgetreten war, arbeitete Önatlı weiter als Co-Trainer und assistierte Çalımbays Nachfolger Jean Tigana.

## Erfolge

### Als Spieler
Mit Beşiktaş Istanbul
- Türkischer Meister: 1989/90, 1990/91, 1991/92
- Türkischer Pokalsieger: 1989, 1990
- Türkischer Supercupsieger: 1989, 1992
- Premierminister-Pokalsieger: 1987/88
- Pokal des Türkischen Sportjournalisten-Vereins: 1988, 1989, 1990

Mit Kocaelispor
- Tabellenfünfter der Süper Lig: 1995/96, 1998/99
- Türkischer Pokalsieger: 1996/97

### Als Trainer
Türkische A2-Nationalmannschaft
- International Challenge Trophy: 2011–13